# Жарминська селищна адміністрація
Жарми́нський селищна адміністрація (каз. Жарма кенттік әкімдігі, рос. Жарминская поселковая администрация) — адміністративна одиниця у складі Жарминського району Абайської області Казахстану. Адміністративний центр — селище Жарма.
Населення — 745 осіб (2021; 1165 у 2009, 1475 у 1999, 1745 у 1989).
Станом на 1989 рік існувала Жарминська селищна рада (смт Жарма, селища Каракультас, Роз'їзд 15, Роз'їзд 16). Селище Роз'їзд 16 було ліквідовано 2009 року, селище Роз'їзд 15 — 2013 року.

## Склад
До складу округу входять такі населені пункти:
| Населений пункт              | Старі назви | Населення, осіб (1989) | Населення, осіб (1999) | Населення, осіб (2009) | Населення, осіб (2021) |
| ---------------------------- | ----------- | ---------------------- | ---------------------- | ---------------------- | ---------------------- |
| Жарма, селище                | -           | 1601                   | 1279                   | 1020                   | 725                    |
| Каракойтас, село             | Каракультас | 63                     | 71                     | 65                     | 20                     |
| Роз'їзд 15, станційне селище | -           | 48                     | 68                     | 52                     | -                      |
| Роз'їзд 16, станційне селище | -           | 33                     | 57                     | 28                     | -                      |